# Leptodesmus tricolor
Leptodesmus tricolor är en mångfotingart som beskrevs av Carl 1902. Leptodesmus tricolor ingår i släktet Leptodesmus och familjen Chelodesmidae. Inga underarter finns listade i Catalogue of Life.